# Вашер (рід птахів)
Вашер (Molothrus) — рід горобцеподібних птахів родини трупіалових (Icteridae). Поширений в Америці.

## Назва
Наукова назва Molothrus поєднує в собі давньогрецьке mōlos, що означає «боротьба» або «битва», і thrōskō, що означає «початок» або «запліднення». Назва вказує на поведінку самців під час спаровування.

## Види
Рід включає шість видів:
- Вашер короткодзьобий (Molothrus rufoaxillaris)
- Вашер великий (Molothrus oryzivorus)
- Вашер синій (Molothrus bonariensis)
- Вашер червоноокий (Molothrus aeneus)
- Вашер бронзовий (Molothrus armenti)
- Вашер буроголовий (Molothrus ater)

## Спосіб життя
Вашери — комахоїдні птахи. Птахи цього роду відомі тим, що відкладають свої яйця в гнізда інших птахів (гніздовий паразитизм). Самиця помічає, коли потенційний птах-господар відкладає свої яйця, і коли гніздо на мить залишається без нагляду, відкладає в нього своє яйце. Самиця може продовжувати спостерігати за цим гніздом після відкладання яєць. Деякі види птахів розвинули здатність виявляти такі паразитичні яйця та можуть відкидати їх, виштовхуючи з гнізд, але було помічено, що самиці вашерів нападають і знищують залишки яєць таких птахів, як наслідок, перешкоджаючи подальшому вилученню.